# Sauvetage des Juifs de Zante
Le sauvetage des Juifs de Zante est un événement historique se déroulant en 1943, pendant la Shoah en Grèce, quand l'occupant nazi réclame la liste des juifs de la ville en vue de les déporter vers les camps de la mort et se heurte à un refus. 

## Historique
Le sauvetage des Juifs de Zante se déroule pendant la Shoah en Grèce. Toute la communauté juive (275 personnes) de l'île de Zante échappe à la déportation par l'action du maire Loukas Karrer (1909-1985) et de l'évêque Chrysóstomos Dimitríou (1890-1958). Le 9 septembre 1943, l'occupant nazi réclame une liste des membres de la communauté juive présents sur l'île pour les déporter vers les camps de la mort, Karrer et Chrysostomos cachent ces 275 personnes dans plusieurs localités rurales avant de livrer une liste où ne figurent que leurs deux noms ; toute la population juive de Zante survit à la guerre.
Des statues de l'évêque et du maire commémorant leur héroïsme sont érigées sur le site de la synagogue historique de la ville, détruite pendant le séisme de 1953. En 1978, Yad Vashem les honore du titre de Justes parmi les nations.